# 崇宁重宝

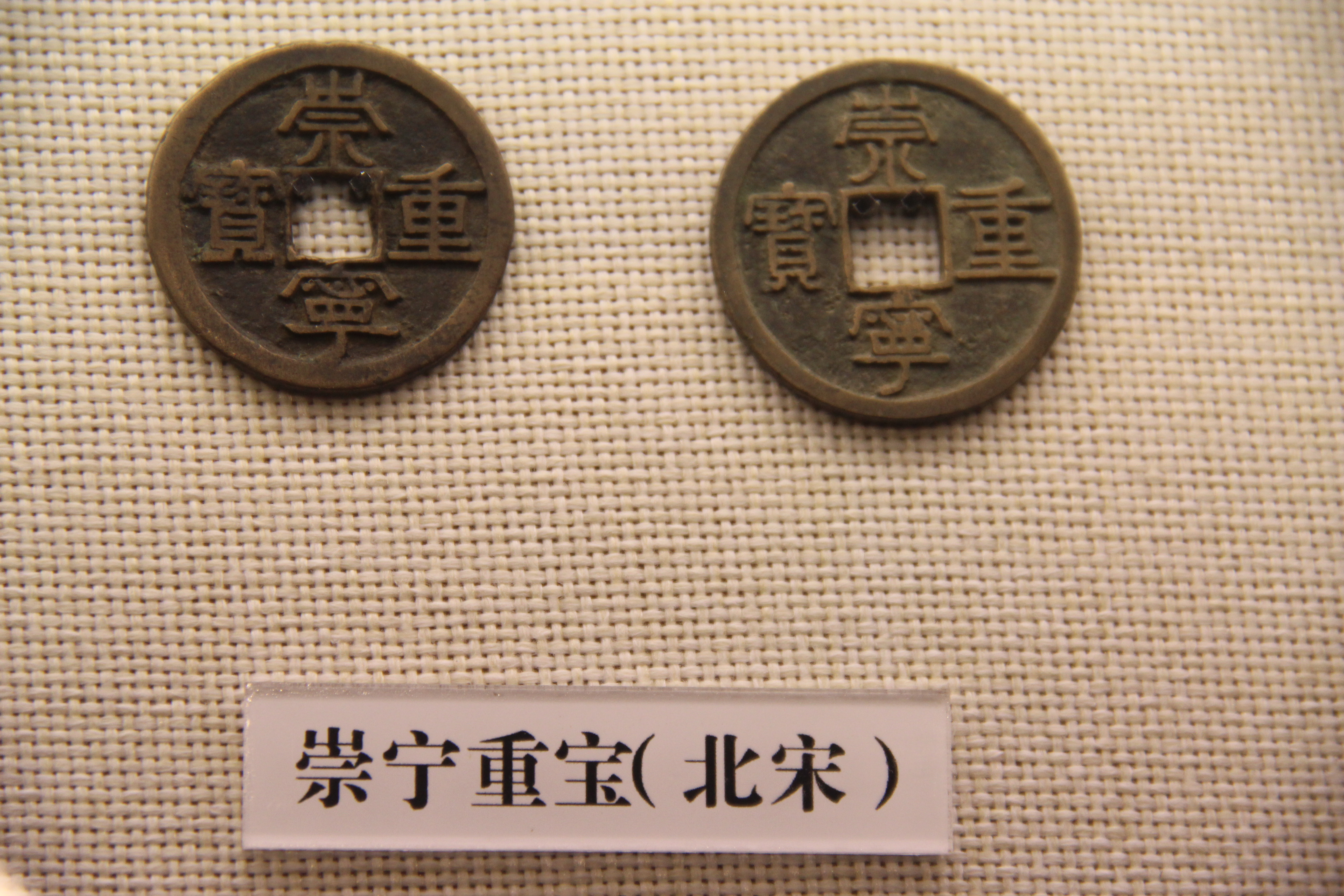
陈列于博物馆内的崇宁重宝

崇宁重宝，是一种发行于宋朝崇宁年间（公元1102-1106年）的方孔钱。同时期发行的货币还有“崇宁通宝”和“崇宁元宝”。

## 简介
宋徽宗赵佶继位第二年改年号“崇宁”，并铸造发行书有瘦金体的“崇宁通宝”和“崇宁元宝”，以及隶书字体的“崇宁重宝”。崇宁重宝钱质分铜、铁两种，有“背直划月痕”和“重下星点”等版别，还有私铸品。常规崇宁重宝直径2.8-3.6厘米，重8.3-12克。私铸版的崇宁重宝直径为2.6厘米，重3.4克。崇宁重宝背上有十字者最为罕见。

## 图册

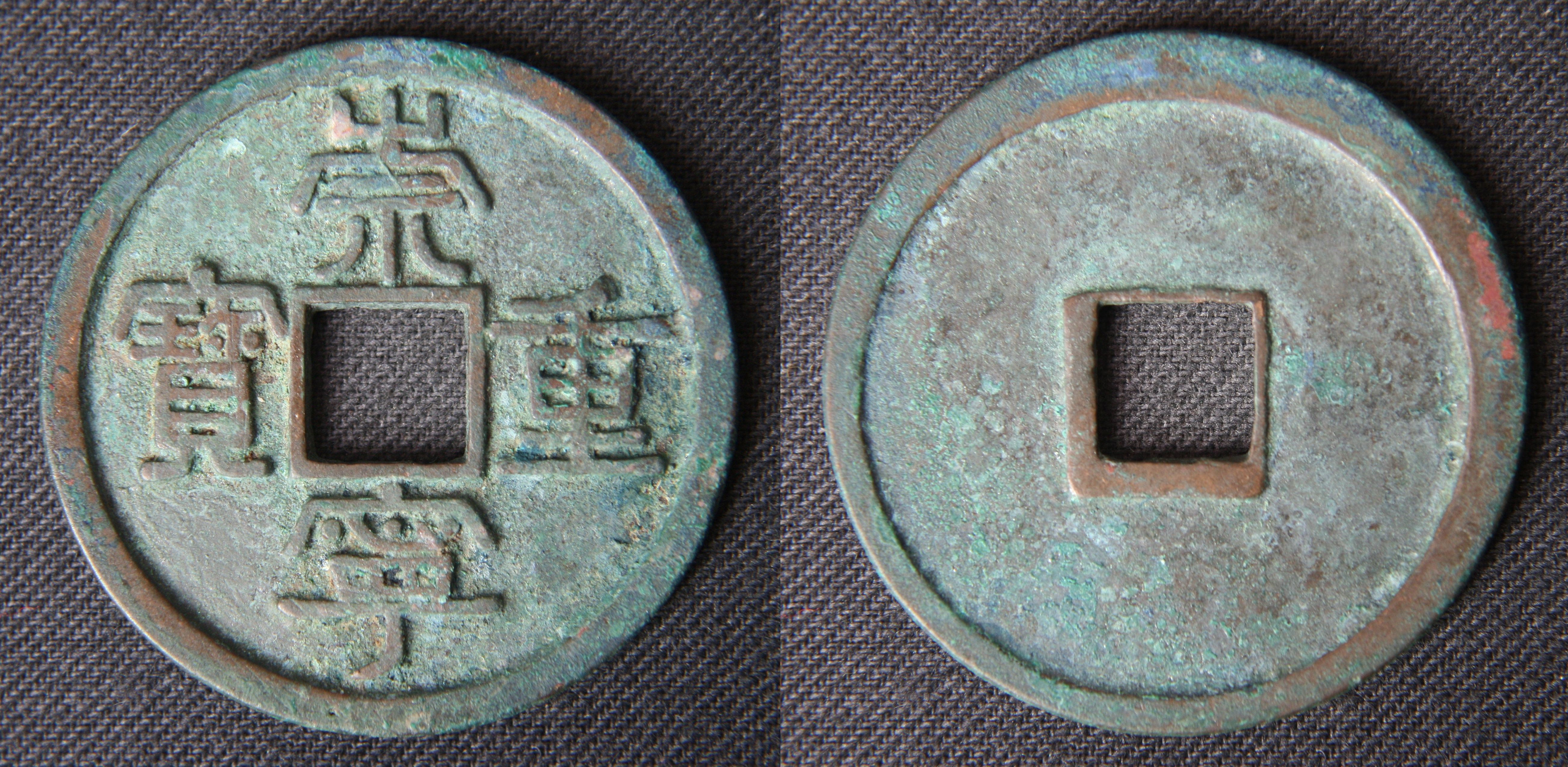
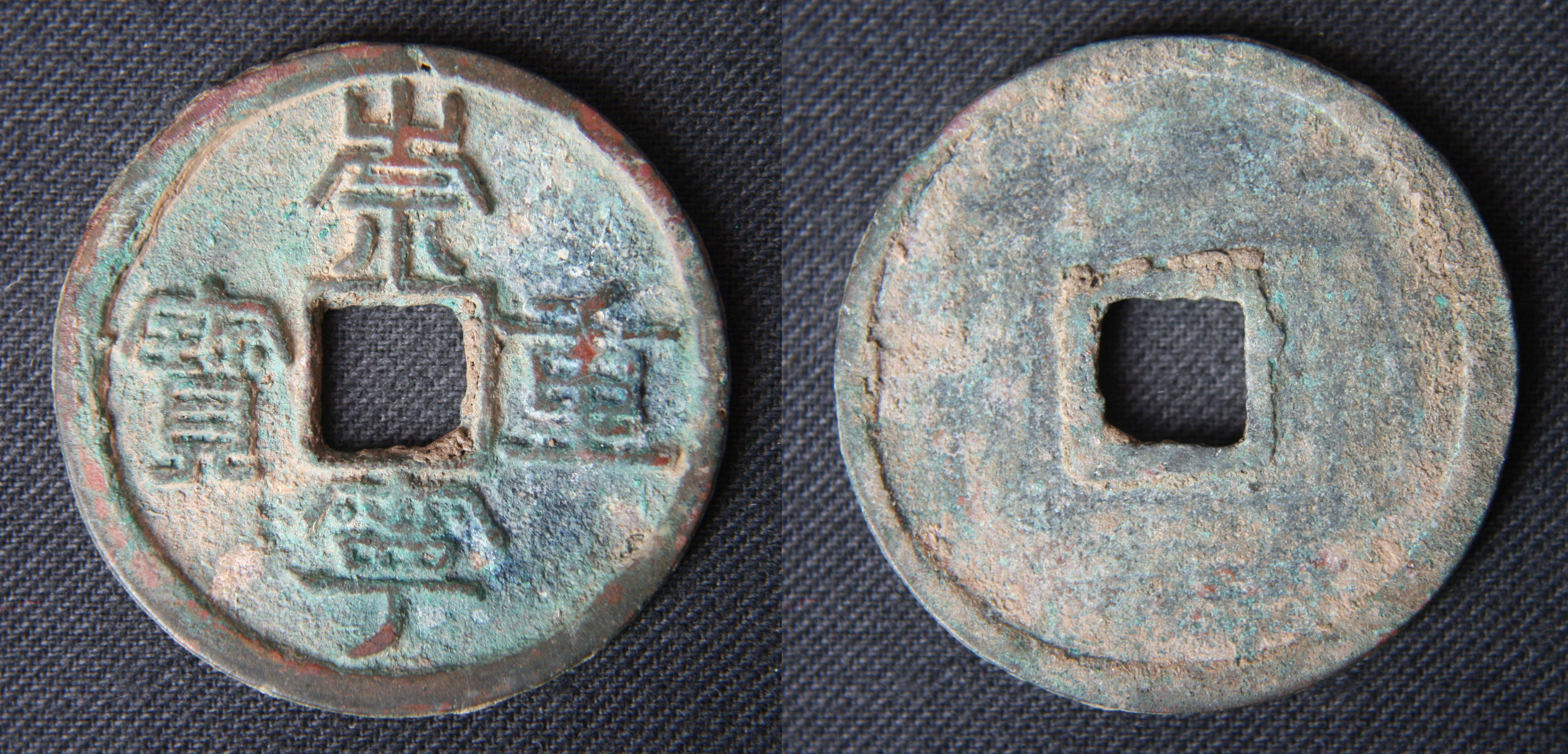
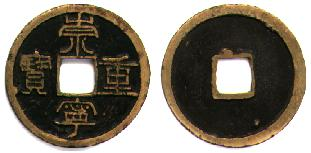
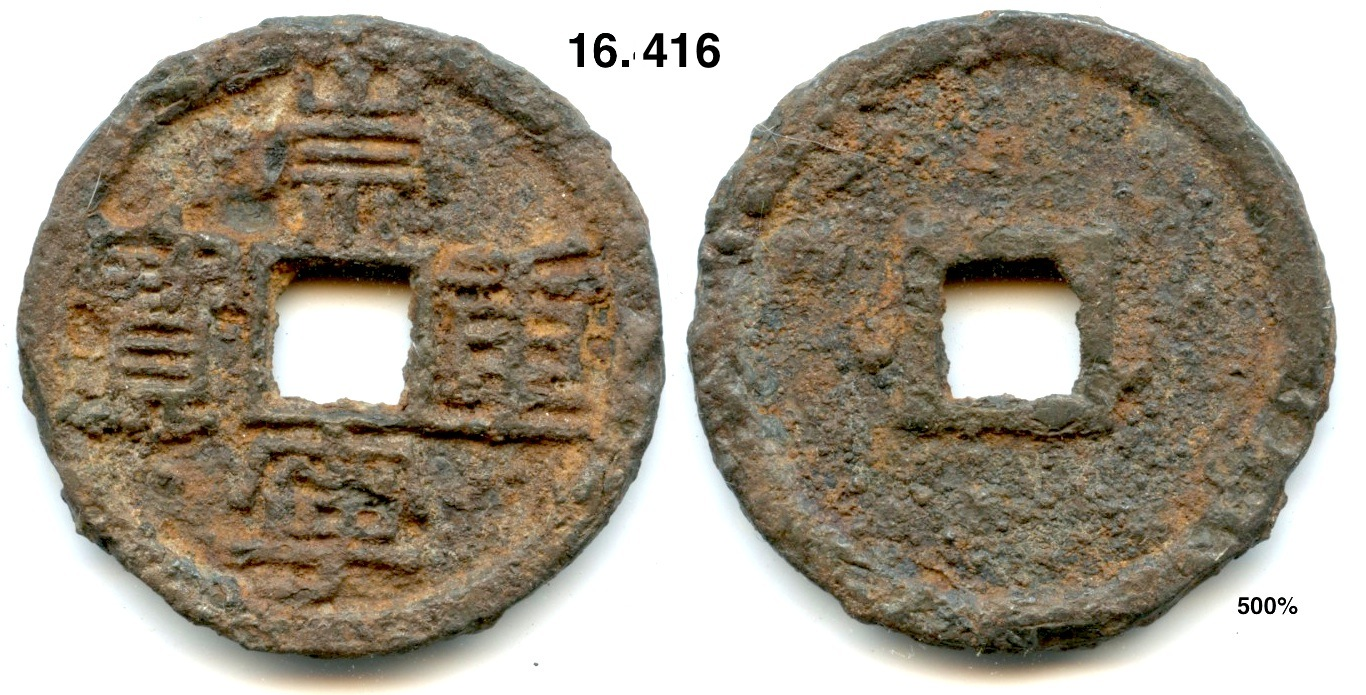
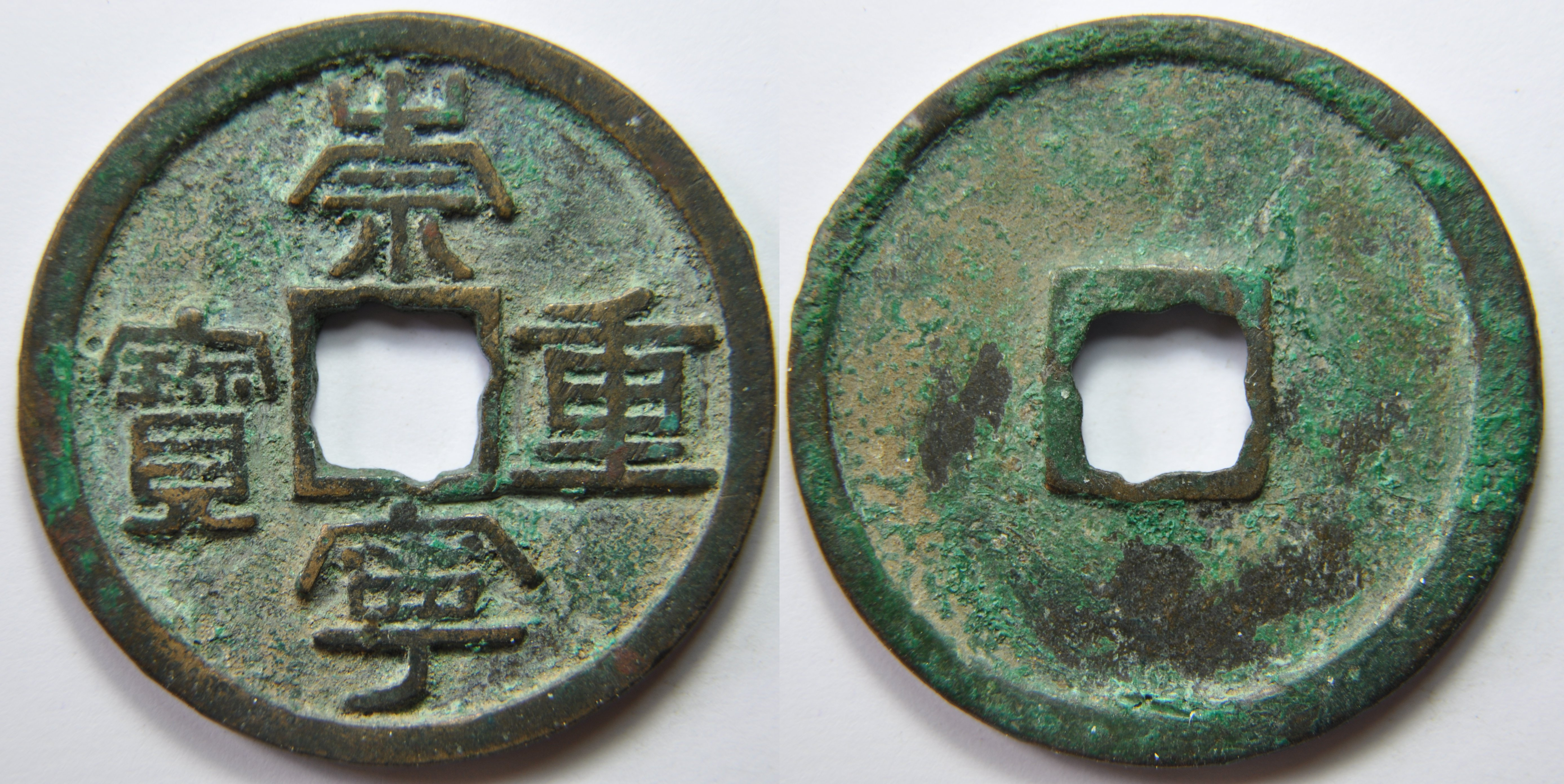
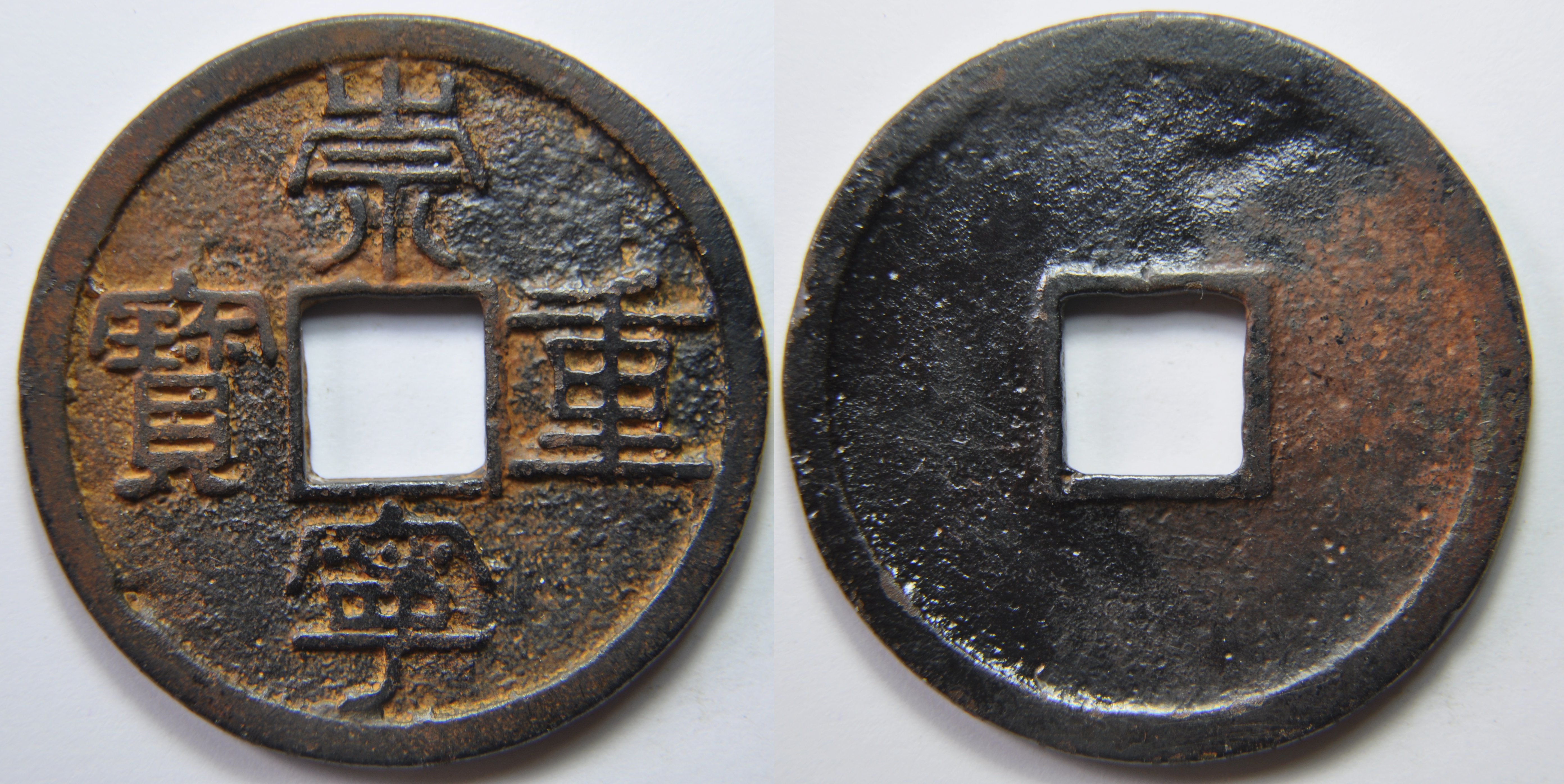